# 京山小円嬢
京山 小円嬢（きょうやま こえんじょう）は、浪曲の名跡。
「京山小圓嬢」とも表記する。

## 初代
京山 小円嬢（1903年 - 1973年9月16日）本名、和田房野。
和歌山県和歌山市の生まれ、1915年に初代京山小円に入門し円吉。1918年に小円嬢と改名。
夫で曲師の小馬松太郎との息の合った口演は絶品だった。冨士月子、初代春野百合子と三羽ガラスとして称えられた。

## 2代目
京山 小円嬢（1931年3月31日 - 2023年7月6日）本名、小西かよ子。
叔父が3代目京山小円だった縁で1946年に入門し京山小福を名乗る。1966年に菊地容子を経て1971年に引退し隠居中だった初代に譲り受け2代目小円嬢を襲名、襲名披露を大阪厚生年金ホールで行った。夫は曲師の菊池高士。ローオンレコードより『唐人お吉』を吹き込んでいる。第68回文化庁芸術祭大賞受賞。浪曲親友協会常務理事。
2023年7月6日、老衰のため死去した。92歳没。
弟子には菊地まどかがいる。